# Nundinae

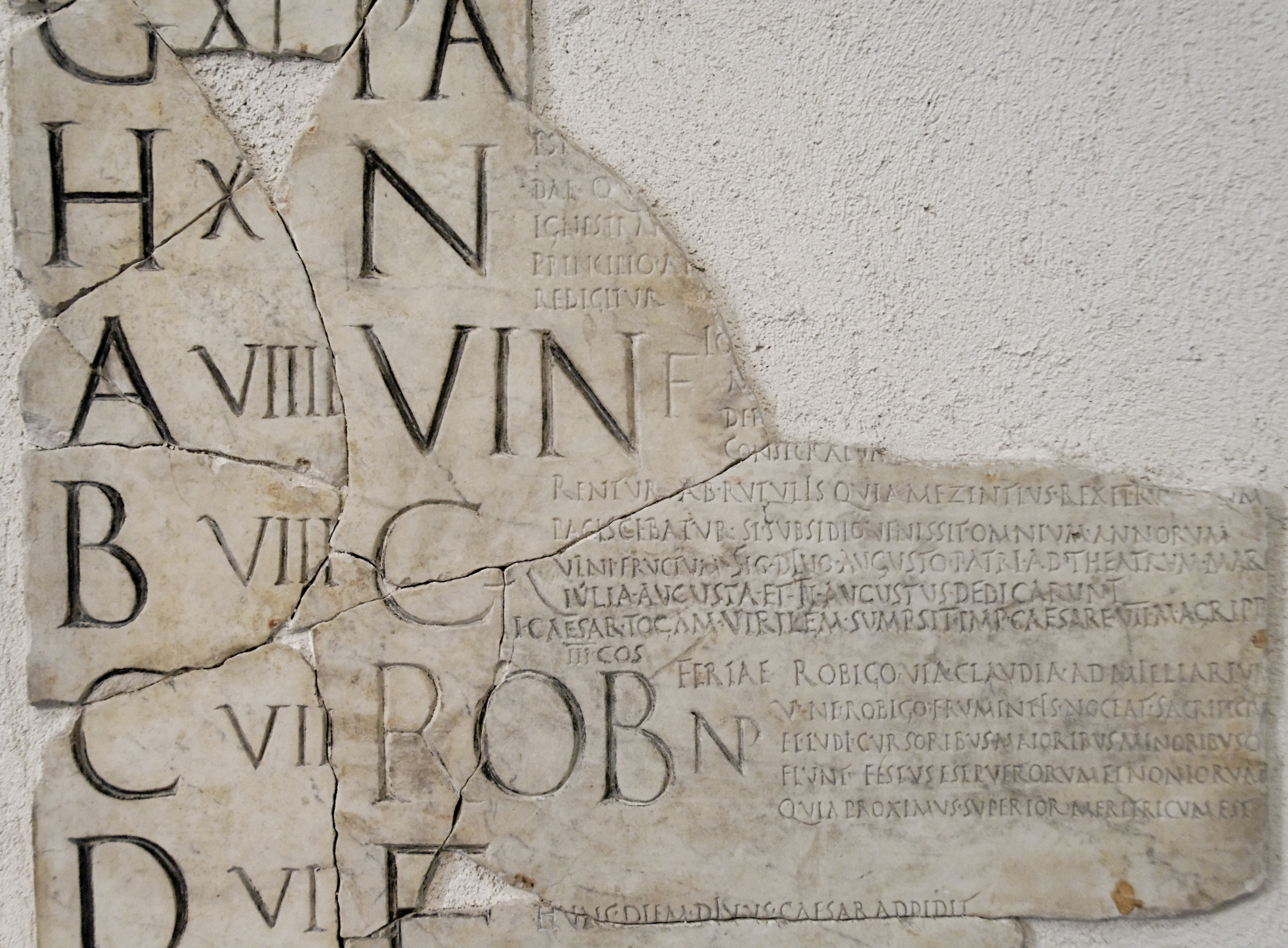
Fragmento de los Fasti Praenestini del mes de abril (Aprilis), mostrando sus letras nundinales en el lado izquierdo y con la entrada de las Fiestas de Robigo.

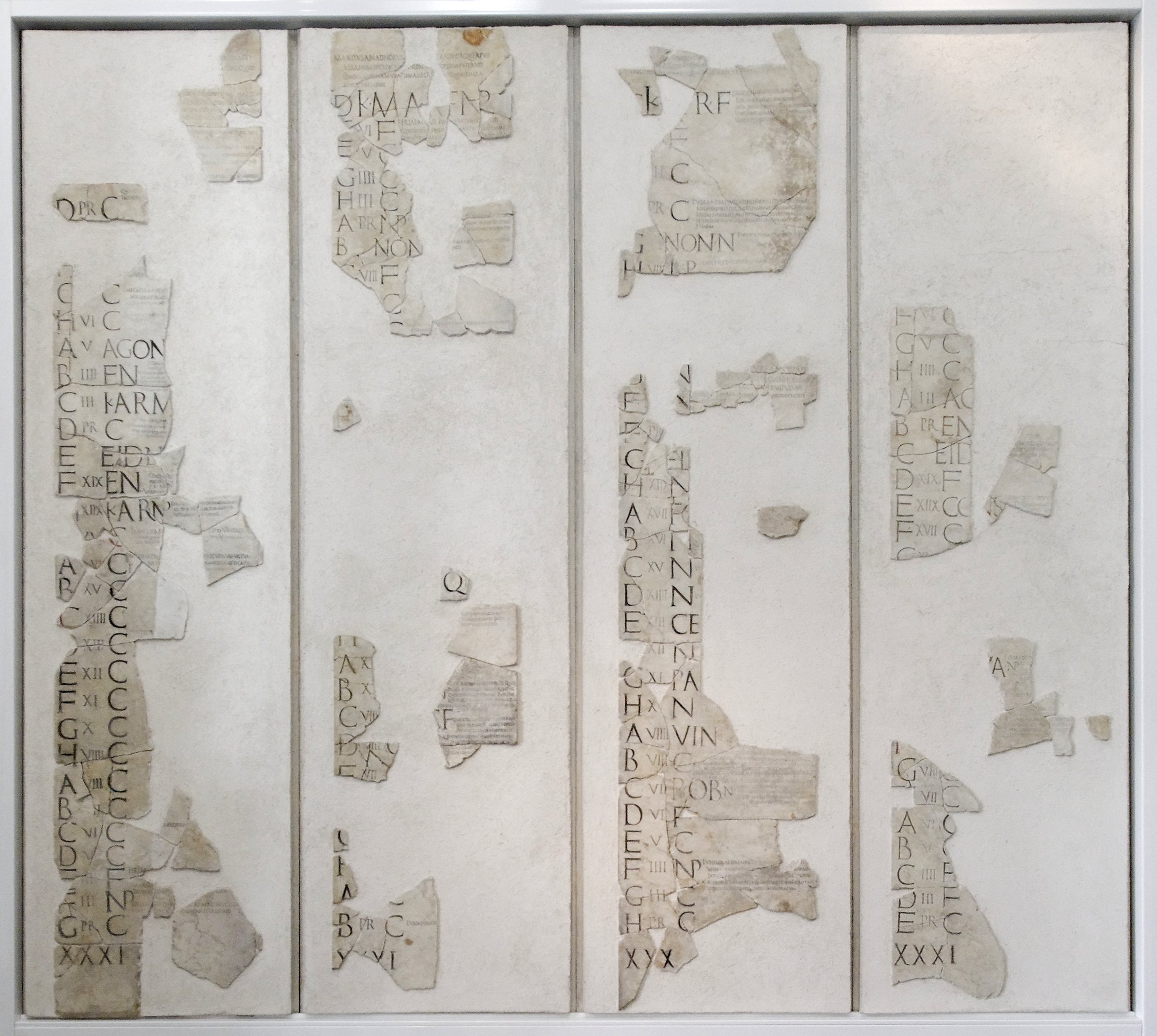
Restos completos de los Fasti Praenestini.

Los nundinae, palabra latina, a veces traducida al español como nundinas o nundinales, fueron los días de mercado del antiguo calendario romano, que formaban una especie de fin de semana que incluía, durante un cierto período, el descanso del trabajo para la clase dominante, los patricios.
El ciclo nundinal, semana de mercado o semana de 8 días (en latín: nundinum o internundinum) fue el ciclo de días que preceden e incluyen a cada nundinae. En el antiguo calendario, todos los días del año, comenzando por el primero de enero, se dividían en lo que podemos llamar semanas, cada una con ocho días marcados con las letras nundinales A, B, C, D, E, F, G, H. Ahora se admite que esta división está hecha para marcar las nundinae para cada octavo día. Siempre hubo siete días ordinarios entre dos nundinae. Los romanos, en su peculiar modo de calcular, agregaron estas dos nundinae a los siete días ordinarios, y en consecuencia dijeron que las nundinae se repetían cada noveno día, y las llamaron nundinae, como si fueran novemdinae.
La forma más temprana del calendario romano incluía 38 de esos ciclos, lo que daba 304 días, de los meses romanos de martius (primer mes de su año, que comenzaba siempre por A) a december (o décimo mes), antes de la extensión desorganizada de aproximadamente 50 días de invierno. Sin embargo, la longitud de los calendarios republicano y juliano ya no eran divisibles por 8. Con estos calendarios, las nundinae caían en una letra diferente cada año. Estas letras formaron la base de las posteriores letras dominicales cristianas que señalan en los libros de iglesia los domingos de todo el año. 

## Etimología
En latín, el nombre nūndinae aparentemente se ha formado a partir de una forma temprana de nōnus ('noveno') y -din- ('día'),
 una raíz relacionada con diēs y finalmente con la raíz proto-indoeuropea reconstruida como * Dyew- ('brillar'). Ahora se describe como un adjetivo que modifica una feriae ('festival, fiesta'), pero no todos los romanos lo consideraron así: un escritor llamado Titio decía que las nundinae eran 'ocasiones habituales' (sollemnes) y los mismos pontífices romanos dijeron al augur Messala que no consideraban que ni las nonas ni las nundinae fueran ocasiones religiosas. Al igual que las feriae y los nombres de la mayoría de los otros días recurrentes del calendario romano, las nundinae siempre aparecían en plural en latín clásico, incluso en referencias a un solo día. La forma en español 'nundinas' o nundinales apareció, de manera similar al principio, en plural, aunque ahora puede usarse en singular para días individuales. En las inscripciones romanas, se abreviaba como NVN.
La forma nundinum para el lapso entre las nundinae parece haber sido estándar en latín temprano, pero solo aparece en forma compuesta como internundinum o trinundinum y en frases como inter nundinum en el período clásico.
El nombre del ciclo de 8 días se basa en la palabra latina para 'nueve' porque los romanos tendían a contar fechas inclusive. Se pensó entonces que cada nundinae seguía al siguiente después de un intervalo de 9 días porque el primer día estaba incluido en el recuento.

## Historia

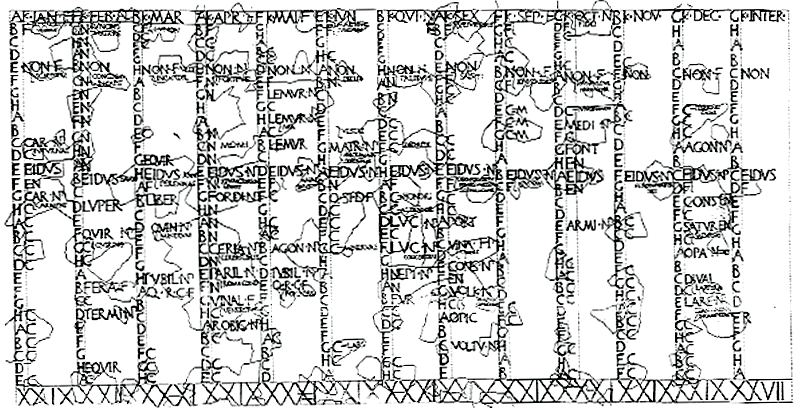
Fasti Antiates reconstruidos, mostrando los días nundinales a la izquierda de la lista de días.

Detalle de los restos de los Fasti Antiates.

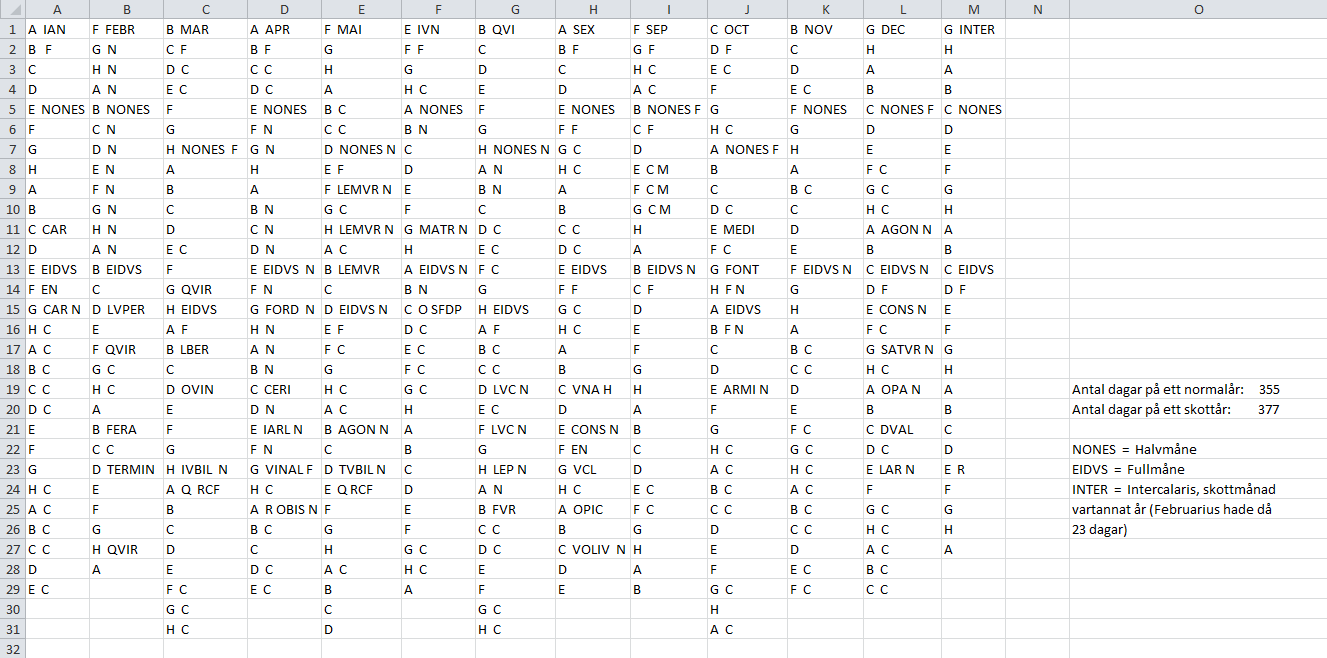
Calendario romano con los Fasti Antiates.

Los etruscos también celebraban una semana de 8 días, lo que pudo haber sido la base del sistema romano. Supuestamente usaban cada día para audiencias reales y consejos con sus diversos reyes.  Según Macrobio, la gente del campo romano se veía obligada a reunirse en la ciudad en las nonas de cada mes, aproximadamente una semana después de la luna nueva, para escuchar del rey o su equivalente cuáles serían los días festivos y qué iban a hacer en el transcurso del próximo mes. En las leyendas romanas aparecieron las nundinae de diversas maneras, como cuando Rómulo gobernaba conjuntamente con Tito Tacio y estableció por primera vez las observancias religiosas de Roma, hasta Servio Tulio cuando su objetivo era mejorar el comercio en la ciudad, o entre los plebeyos cuando comenzaron a reunirse después de la expulsión de Tarquino para ofrecer sacrificios a Servio Tulio. Macrobio relata que la prohibición de que las nundinae ocurran en las nonas de los meses surgió por la preocupación de que los plebeyos que visitaran la ciudad podrían causar problemas por el recuerdo del popular Servio Tulio, ya que supuestamente se sabía que su cumpleaños caía en una de las nonas pero no estaba claro en cuál.
Originalmente, todo el negocio patricio se suspendía durante las nundinae, pero parecen haber sido fasti en el momento de las Doce Tablas y, entre sus disposiciones, la Ley Hortensia (Lex Hortensia) de 287 a. C. permitió la mayoría de los negocios con fines legales y comerciales. Las fechas permitidas para las asambleas públicas (dies comitialis) se reducían si caían las nundinae en esos días.
Las proscripciones teóricas sobre las nundinae no siempre se observaron. La revuelta de Lépido en el 78 a. C. se recordó posteriormente como ejemplo de los efectos perniciosos de que las nundinae ocurrieran en los calendas de enero. No se permitió que el Año Nuevo coincidiera otra vez con un mercado hasta el 52 a. C. Cicerón se queja en una de sus cartas sobre una contio que se lleva a cabo en el Circo Flaminio a pesar de las nundinae. Después de la reforma juliana del calendario del año 46 a. C., la naturaleza inalterable de la intercalación de los días bisiestos significó que las nundinae comenzaran a caer en los días supuestamente desafortunados del 1 de enero y en las nonas de cada mes. Sin embargo, al principio del calendario juliano, la fuerza de esta superstición hizo que los sacerdotes insertaran un día extra, como en el sistema anterior. Fue acomodado quitando otro día, más adelante, en el año. Probablemente puede haber ocurrido en el 40 a. C. y en el 44.
Las nundinae de la República tardía y del Imperio temprano posiblemente se centraron en el Circo Flaminio. Augusto supuestamente evitó nuevas misiones en los días posteriores a las nundinae (postridie nundinas), debido a supersticiones relacionadas con homófonos de non ('no') o a analogías con el tratamiento de los días posteriores a las calendas, nonas e idus.
La semana de 7 días comenzó a utilizarse en la Italia romana durante el período imperial temprano. Durante un tiempo, ambos sistemas se usaron juntamente, pero las nundinae rara vez se mencionan en las fuentes existentes después del período Julio-Claudia. El ciclo nundinal probablemente ya no estuviera en uso cuando Constantino adoptó la semana cristiana para uso oficial en el año 321 al convertir su Día del Sol (dies Solis) en un feriado legal. Diferentes académicos han colocado el final de los mercados de 8 días en varias fechas desde finales del siglo I hasta principios del siglo V.

## Observancia

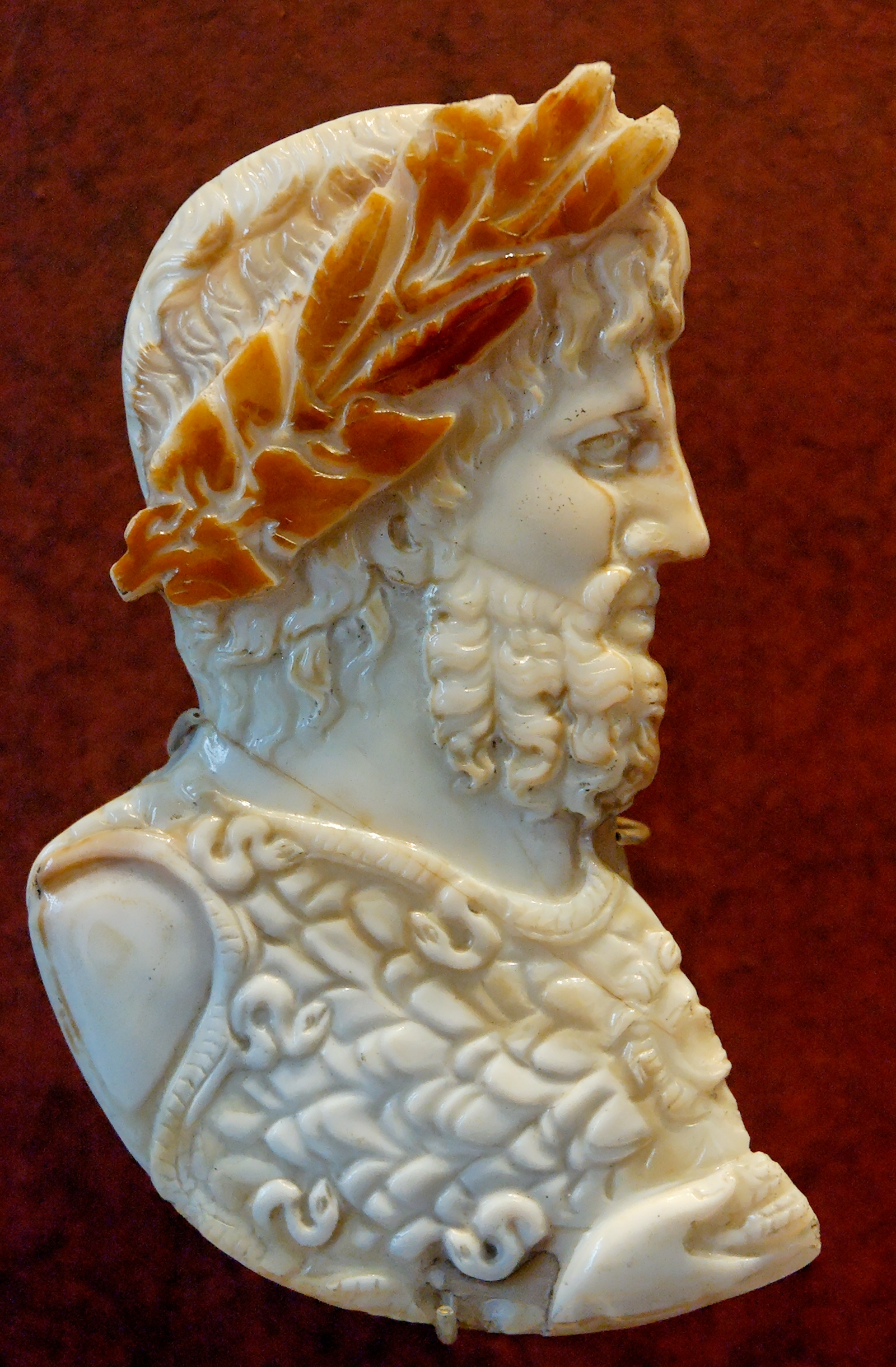
Júpiter en un cameo romano.

El ciclo nundinal formó un ritmo en la vida cotidiana romana. Los agricultores y artesanos del interior del territorio de Roma descansarían del trabajo en las nundinae para visitar la ciudad, vendiendo víveres y suministros que los romanos o sus esclavos comprarían durante los próximos ocho días. Se realizaban subastas. Los niños y adolescentes estaban exentos de la escuela. Era una época de júbilo público y a los agricultores romanos y a los esclavos se les hacían advertencias severas sobre permitir al vilicus, un supervisor, demasiado tiempo libre durante la visita a la ciudad para que no les atraparan haciendo trastadas. Las autoridades de la iglesia posteriormente emitieron advertencias similares sobre sus clérigos, sacerdotes y obispos. Las nundinae se utilizaban para cenas y anuncios públicos, especialmente de las próximas asambleas y de la legislación. Los escritores posteriores, que elogiaban el carácter rústico y espartano de los primeros romanos afirmaban que los granjeros se ocuparían de los trabajos durante la semana y solo se prepararían y se bañarían completamente en las nundinae. Plinio el Viejo describe la superstición, 'creída religiosamente por muchos', de que cortarse las uñas en silencio durante las nundinae o comenzar con el dedo índice provocaba mala suerte para las finanzas. Sin embargo, las nundinae no eran los únicos mercados en Roma, ya que había mercados diarios (macella) y ferias periódicas (mercatus).
Bajo la Monarquía romana, las nundinae de Roma eran días de mercado para los plebeyos del país y se utilizaban como una ocasión para que el rey resolviera las disputas entre ellos. Supuestamente, el comercio minorista estuvo restringido durante mucho tiempo a los extranjeros o esclavos.
Bajo la República romana, las reuniones en las nundinae eran supervisadas por los ediles. Los días fueron originalmente diēs nefāstī sobre los cuales no se podían realizar negocios patricios. Sin embargo, los plebeyos parecen haber seguido utilizándolos para resolver disputas entre ellos y para convocar sus propias instituciones. Esto fue enmendado de alguna manera por la Ley Hortensia a principios del siglo III a. C., que hizo que los plebiscitos fueran vinculantes para toda la población. Si las asambleas plebeyas se habían permitido previamente en los días de mercado, cualquier asamblea pública, incluidas sus sesiones informales (contiones), ahora fueron prohibidas. Al mismo tiempo, estas disposiciones significaban que las nundinae ahora podrían usarse para las sesiones del Senado. Cayo Trebacio Testa señaló que los funcionarios podían liberar esclavos y hacer juicios en las nundinae.
Los ciclos nundinales fueron un patrón importante en los negocios de la Asamblea centuriada. Se suponía que toda la legislación propuesta o los nombramientos oficiales se anunciarían públicamente con tres semanas de anticipación (trinundinum). Cicerón, en sus discursos y cartas. Los tribunos de la plebe estaban obligados a llevar a cabo y concluir todos sus asuntos en las nundinae, de modo que si alguna moción no se aprobaba al anochecer, debía proponerse, anunciarse nuevamente y discutirse solo después de un período adicional de tres semanas. Esto fue explotado ocasionalmente como una especie de filibusterismo por los patricios y sus clientes.
Aunque su naturaleza religiosa nunca fue muy evidente, las nundinae supuestamente estaban dedicadas a Saturno y a Júpiter. La flamínica, la esposa del sumo sacerdote de Júpiter en Roma, ofrecía un carnero a ese dios en cada nundinae. Se han descubierto inscripciones de cultos a Júpiter Nundinarius y a Mercurio Nundinator. Surgieron las supersticiones sobre la mala suerte cuando una nundinae caía el 1 de enero (calendas de enero) o las nonas y los pontífices que controlaban la intercalación del calendario hasta que la reforma juliana tomara medidas para evitar tales coincidencias, generalmente haciendo el año de 354 días en lugar de 355, eliminando un día de febrero o el mes intercalar. Dado que las nonas fueron definitivamente ocho días antes de cada idus, esto también tuvo el efecto de evitar las nundinae también. Sin embargo, el relato de Macrobio sobre los orígenes de estas supersticiones no llega a ser satisfactorio, y es más probable que el 1 de enero fuera evitado debido a que su condición de feriado general era malo para los negocios y las nonas, o solo por la mala suerte de su falta de deidad tutelar.

## Fuera de Roma
El ciclo nundinal de 8 días también parece haberse observado en otras partes de Italia, particularmente en Campania, como lo atestiguan los calendarios en piedra y los grafiti, como se ha visto en Pompeya. Existen registros del período imperial en ciudades y villas que solicitaron el derecho a mantener dichos mercados (ius nundinarum). Ese derecho parece haberse otorgado universalmente a las capitales de las prefecturas de Italia (praefecturae), pero también se extendió a algunas localidades más pequeñas donde los mercados eran necesarios para el comercio local. Estas ferias locales usaban el mismo sistema calendárico que el de Roma, marcando los días del año en ciclos de la A a la H, pero cada pueblo o aldea en un área, generalmente usaba un día diferente, permitiendo a los comerciantes itinerantes (circumforanei) asistir a cada uno por turno.
Un sistema preexistente de mercados rurales en el Magreb del norte de África también fue glosado por los romanos como un sistema de nundinae, aunque no necesariamente se produjese a intervalos de ocho días. En los siglos III y IV, las ferias anuales en Mesopotamia también se conocían como nundinae.

## Legado
El temprano prejuicio romano contra el comercio, especialmente el comercio minorista de los mercados nundinales, hace que las nundinae generalmente se mencionen en contextos negativos en la literatura latina, particularmente para la compra y venta de cosas que no debían venderse, como la virginidad y el amor, el tratamiento médico, el gobierno, los cargos de la iglesia y los favores, además de las decisiones judiciales. Este sesgo perduró hasta el latín medieval, donde nundinatio ('comercialización') sin otra cualificación significaba corrupción, especialmente la compra de veredictos judiciales.
Aunque se conoce que las nundinae fueron manipuladas durante el último período republicano y el período imperial, se movieron un día hacia adelante o hacia atrás para evitar que interfiriese con una fiesta religiosa o con una importante asamblea pública, se cree que se fijaron absolutamente a los ocho días en la república. De esta forma, los eruditos los usan cuando intentan encontrar fechas julianas o gregorianas para eventos en la historia romana.